# Max Taut

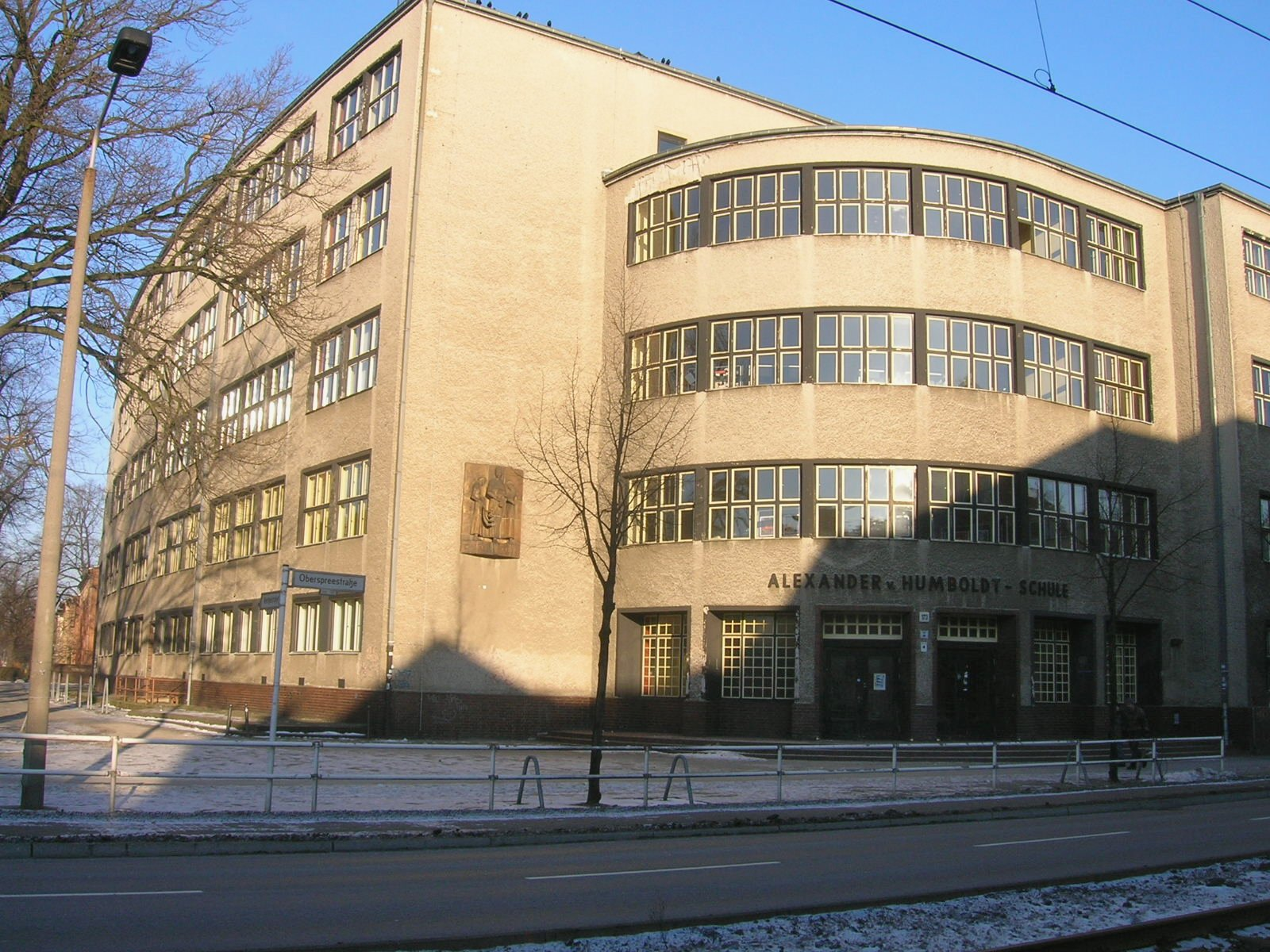
De Alexander-von-Humboldt-Oberschule in Berlijn naar plannen van Max Taut

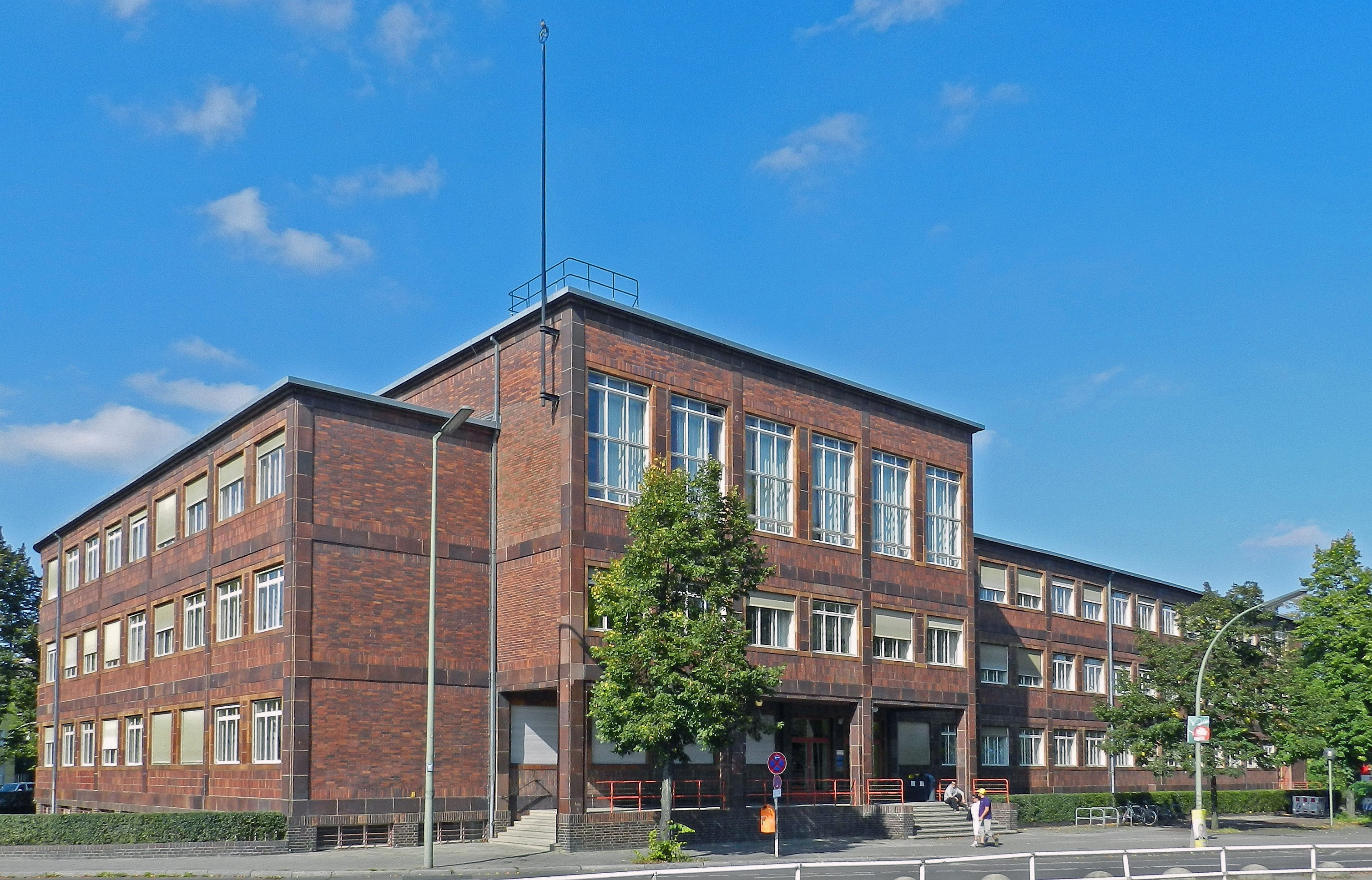
Reichsknappschaftshaus, Verwaltungsgebäude Rüdesheimer Str., Berlin-Wilmersdorf, bouwperiode: 1929-1930, ontwerp: Max Taut en Franz Hoffmann, nu in gebruik door de Vrije Universiteit Berlijn

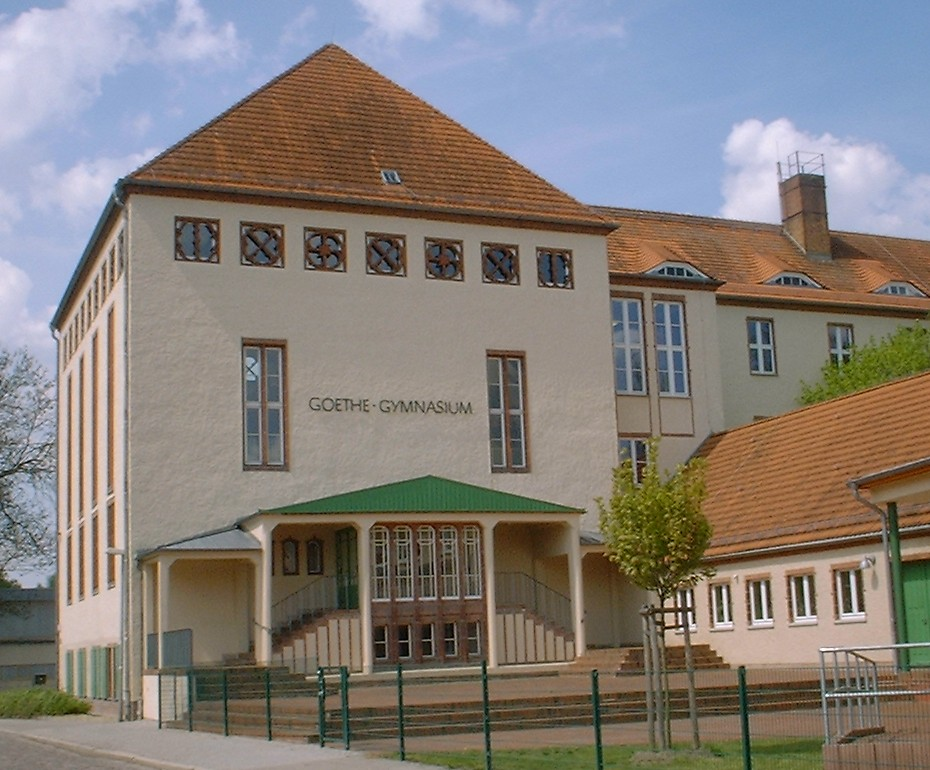
Goethe-Gymnasium in Nauen in Brandenburg

Max Taut (Koningsbergen, 15 mei 1884 - Berlijn, 26 februari 1967) was een Duits architect.

## Biografie
Taut volgde net als zijn vier jaar oudere broer Bruno Taut een opleiding tot architect in Koningsbergen aan de school voor bouwnijverheid. Vervolgens verhuisde hij naar Berlijn waar hij actief werd in het architectenbureau dat Bruno met Franz Hoffmann had opgericht.  
Hij ontwierp als een van zijn eerste opdrachten rijwoningen voor arbeiders in Berlin-Westend in de Siedlung Eichkamp en de Siedlung Heerstraße. Bij zijn opdrachten in de jaren twintig hoorden meerdere kantoorgebouwen voor vakbonden, waaronder voor de Allgemeiner Deutscher Gewerkschaftsbund. In 1927 werd hij uitverkozen ook twee huizen te ontwerpen voor in de Weißenhofsiedlung in Stuttgart.
Hij netwerkte binnen een avant-garde architectuurgezelschap "Zehnerring" waar ook Mies van der Rohe, Walter Gropius en Erich Mendelsohn actief waren.
Na de Tweede Wereldoorlog richtte hij binnen de Universiteit voor de Kunsten samen met collega Wilhelm Büning een nieuwe architectuuropleiding in. In 1957 was hij een tweede maal actief in een architectuurtentoonstelling, ditmaal voor Interbau 57.
- Bibliothèque nationale de France: cb145104199 (data)
- Gemeinsame Normdatei: 118756281
- International Standard Name Identifier: 0000 0000 8393 081X
- Library of Congress Control Number: n85163266
- Nationale Bibliotheek van Tsjechië: xx0262518
- Nationale Bibliotheek van Israël: 987007507949705171
- Nederlandse Thesaurus van Auteursnamen: 071285148
- RKD-Nederlands Instituut voor Kunstgeschiedenis: 294615
- SNAC: w6m34039
- Système universitaire de documentation: 070350779
- Union List of Artist Names: 500004216
- Virtual International Authority File: 71625482
- WorldCat: E39PBJj4rFhKbJgjj8m6Qwhfv3